# Fresne-Cauverville
Fresne-Cauverville é uma comuna francesa na região administrativa da Normandia, no departamento de Eure. Estende-se por uma área de 6,11 km². Em 2010 a comuna tinha 199 habitantes (densidade: 32,6 hab./km²).